# Minice (okres Písek)
Minice (německy Minitz) jsou obec v okrese Písek v Jihočeském kraji. Leží asi 22 kilometrů severozápadně od Písku. Žije zde 28 obyvatel.

## Historie
První písemná zmínka o obci pochází z roku 1312.

## Obyvatelstvo
| Rok            | 1869 | 1880 | 1890 | 1900 | 1910 | 1921 | 1930 | 1950 | 1961 | 1970 | 1980 | 1991 | 2001 | 2011 | 2021 |
| -------------- | ---- | ---- | ---- | ---- | ---- | ---- | ---- | ---- | ---- | ---- | ---- | ---- | ---- | ---- | ---- |
| Počet obyvatel | 149  | 139  | 135  | 131  | 119  | 120  | 110  | 67   | 56   | 56   | 48   | 45   | 37   | 39   | 25   |
| Počet domů     | 17   | 18   | 18   | 19   | 18   | 18   | 19   | 18   | 16   | 17   | 16   | 16   | 19   | 19   | 19   |

## Obecní správa
Mezi lety 1850–1877 patřily Minice jako osada obce k Horosedlům v okrese Písek. V letech 1877–1964 patřily jako osada obce ke Kakovicím. Od 14. června 1964 do 31. prosince 1984 patřily jako část obce k Mišovicím. Od 1. ledna 1985 do 23. listopadu 1990 patřily jako část města k Mirovicím a od 24. listopadu 1990 jsou samostatnou obcí.

### Části obce
- Minice (k. ú. Minice u Mišovic)

K obci patří také samota Na Krůvku (také Krůvek).
Sousedními obcemi sídla jsou Mišovice a Myštice.

## Doprava

### Dopravní síť
Do obce dále vedou silnice III. třídy. Územím obce vede silnice II/175 Blatná – Mirovice. Železniční trať ani stanice či zastávka na území obce nejsou.

### Autobusová doprava 2024
Autobusovou dopravu v obci Minice zajišťuje společnost ČSAD AUTOBUSY České Budějovice. V obci se nachází zastávka Minice. Na silnici II/175 směrem do Myštic se nachází zastávka Minice, Krůvek. Autobusová linka 360832 zajišťuje spojení mezi Mirovicemi a Blatnou, přičemž obsluhuje obce Minice, Mišovice a Myštice a další vesnice.

## Pamětihodnosti
- Kamenný kříž na návsi u rybníka je vedený v Seznamu kulturních památek v okrese Písek

## Galerie

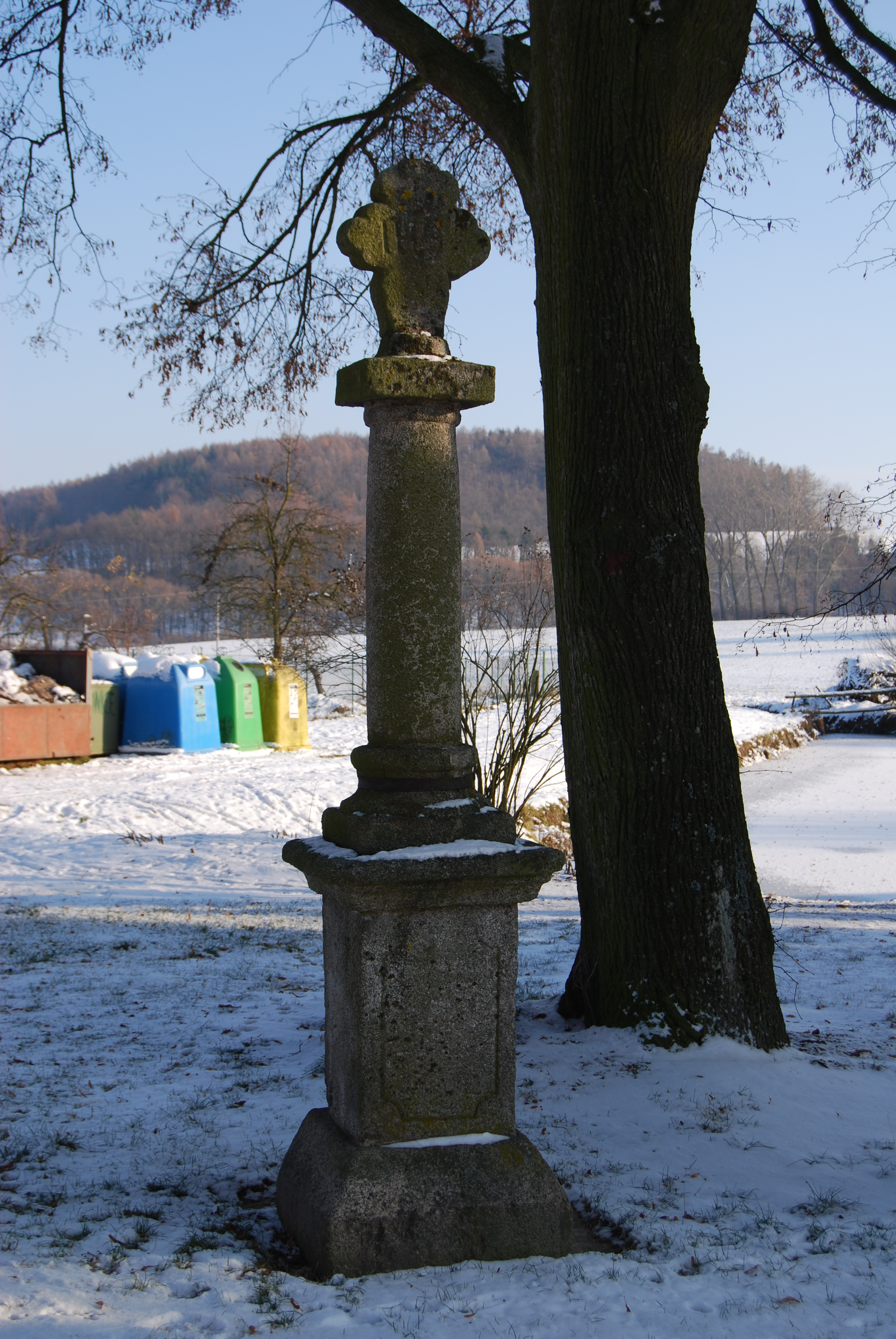
Kříž v obci
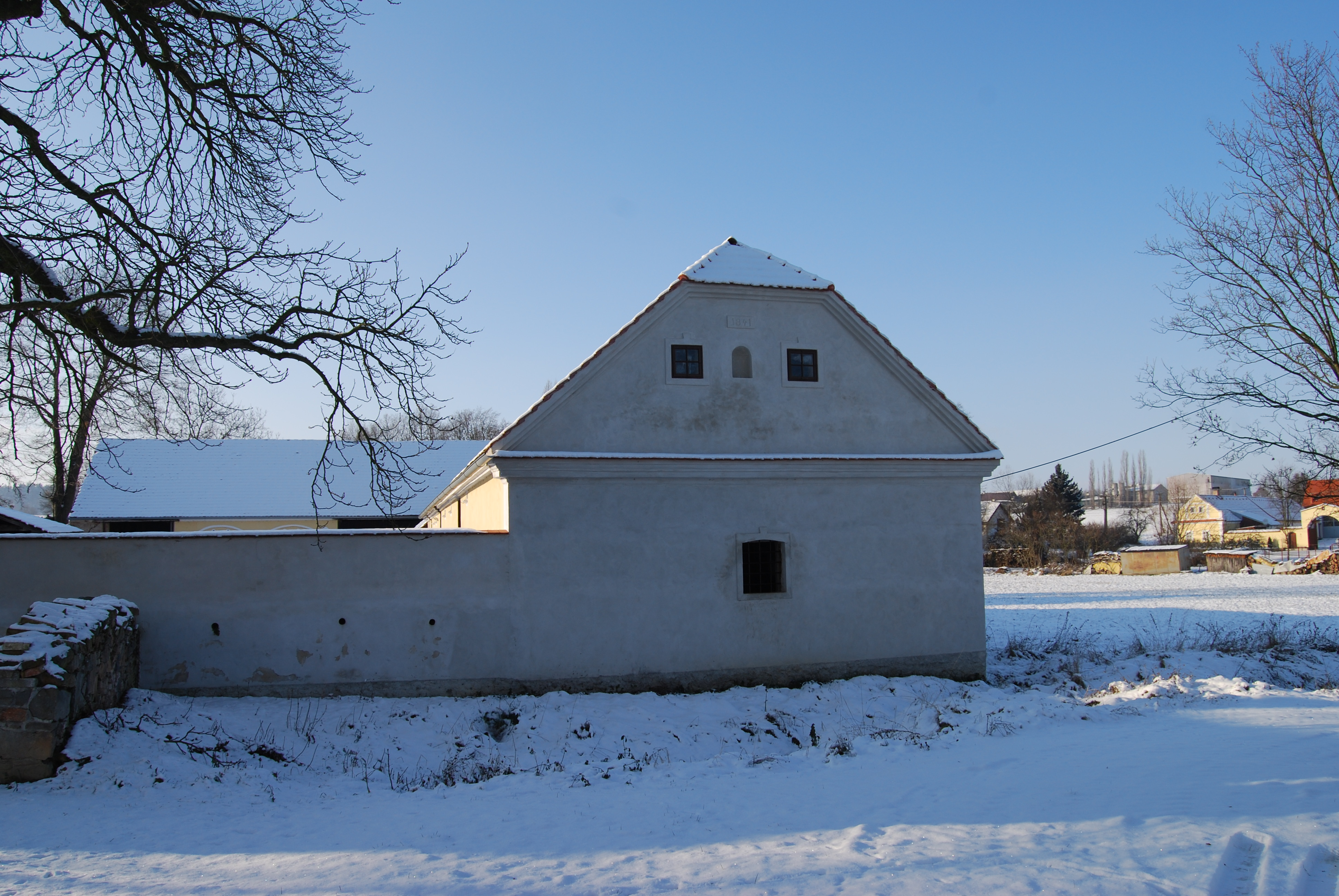
Stavení v obci
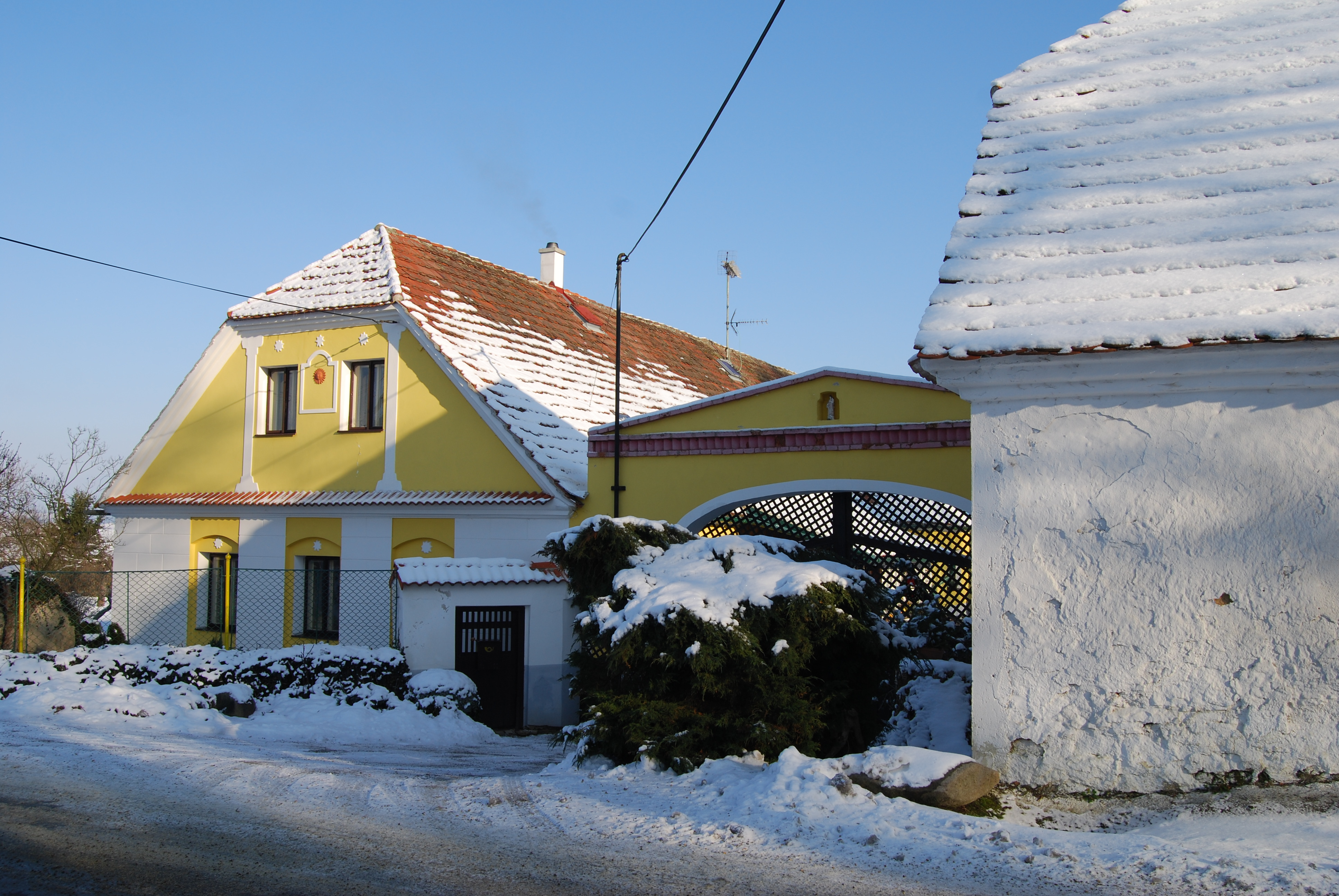
Stavení v obci